# Bobfrisyr

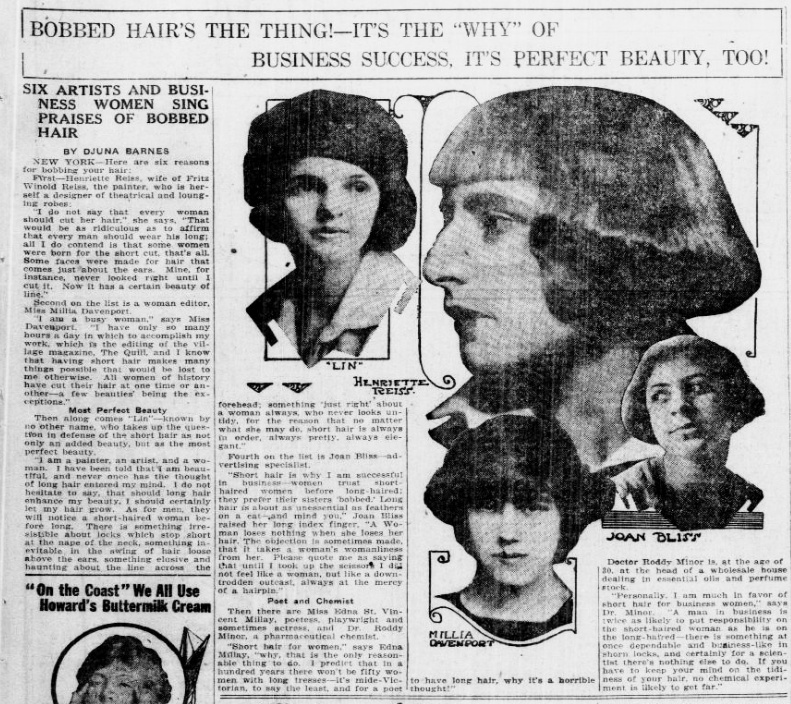
Om bobfrisyr i amerikansk tidning, 1920.

En bild på en bobfrisyr.

Bobfrisyr eller bobbat hår är en kort frisyr för kvinnor, där håret klipps ungefär i höjd med hårfästet i nacken. Den blev populär på 1920-talet i ett mode som stod i samklang med tidens ideal om den frigjorda kvinnan. Många uppfattade det då som stötande att kvinnor valde bort långt hår, se kvinnans frigörelse.